# 北薩トンネル
北薩トンネル（ほくさつトンネル）は、鹿児島県薩摩郡さつま町泊野から同県出水市高尾野町柴引に至る北薩横断道路のトンネルである。全長は4,850 mであり、鹿児島県の道路トンネルとしては最長、九州地方の道路トンネルとしては東九州自動車道の猪八重トンネルに次いで4番目の延長を有する（2023年現在）。
北薩地区の高峰である紫尾山を貫き、隘路であり線形不良となっている国道504号（現道）の堀切峠をバイパスする。2018年（平成30年）3月25日に北薩トンネルを含むきららICから中屋敷ICまでの区間が開通したのに伴い、供用を開始した。
2024年（令和6年）7月に発生したトンネル内部の一部崩落により通行止めとなっており、復旧に数年程かかる可能性があるとされている。

## 概要

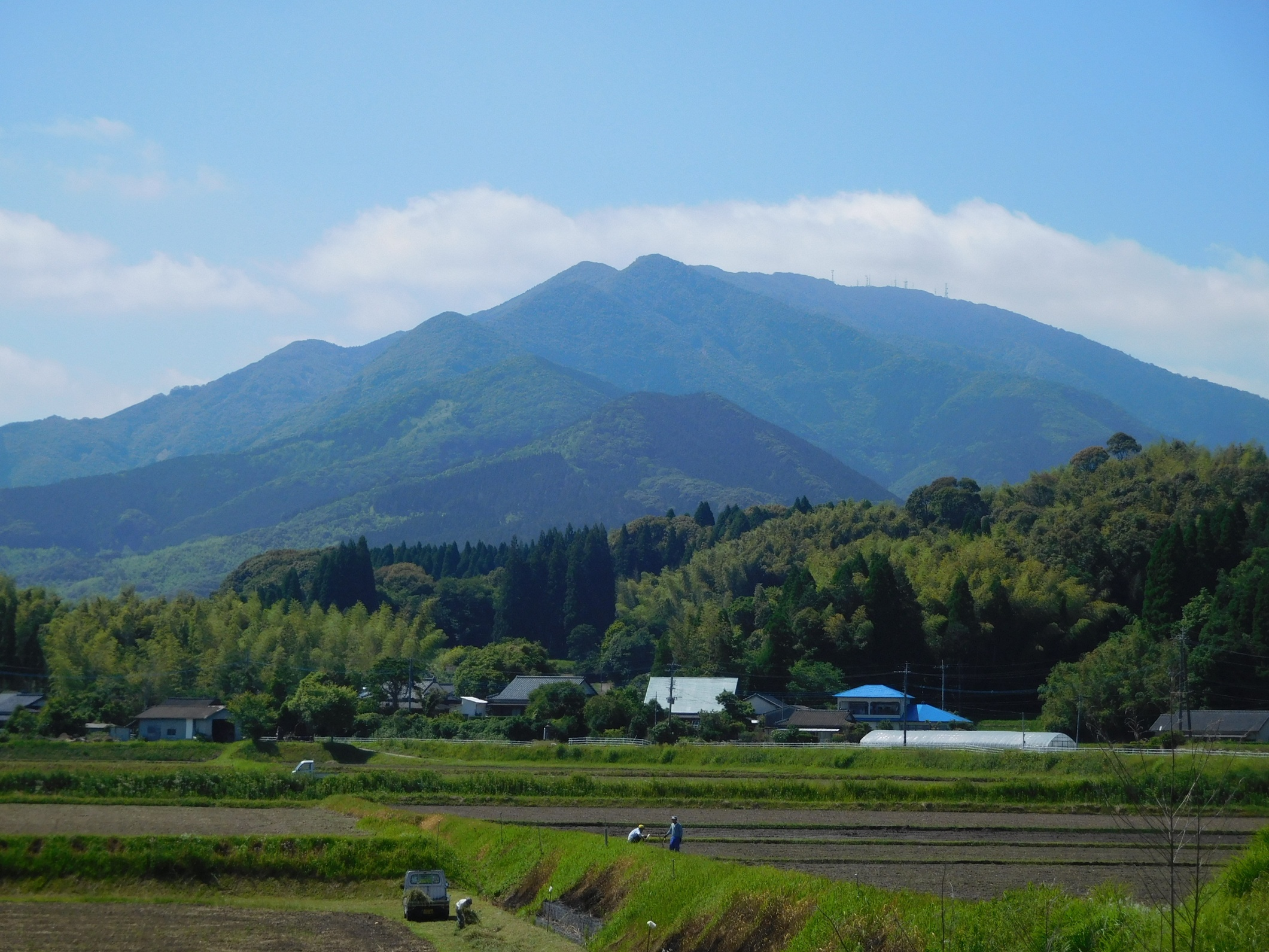
北薩トンネルが貫く紫尾山（さつま町側）

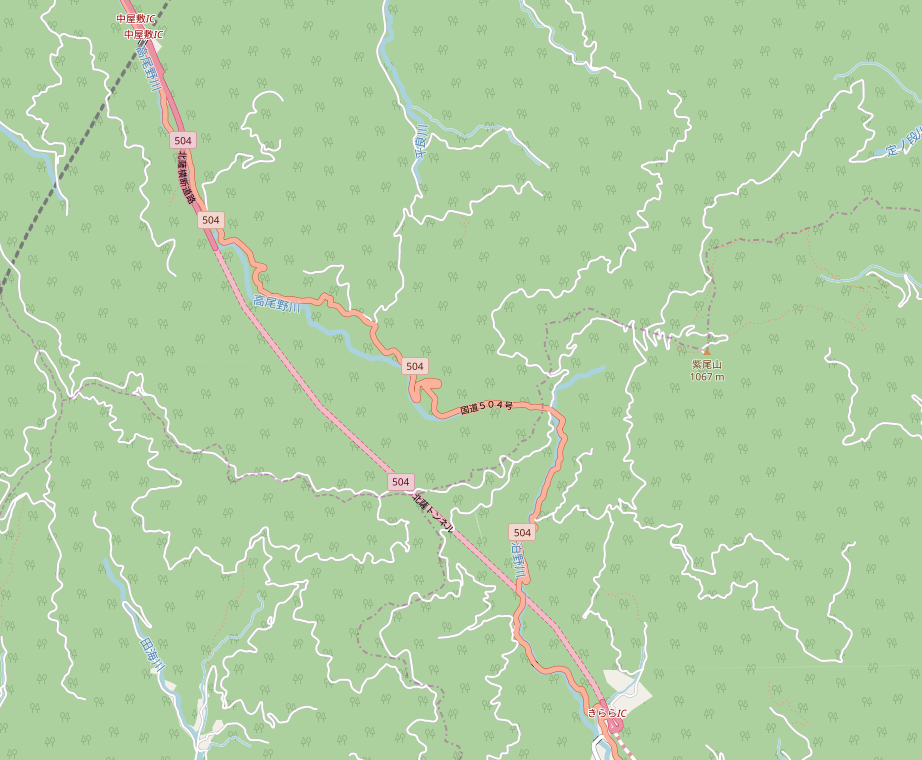
北薩トンネルの位置図。北薩トンネルの北東に紫尾山山頂があり、トンネルに並行して国道504号が通る

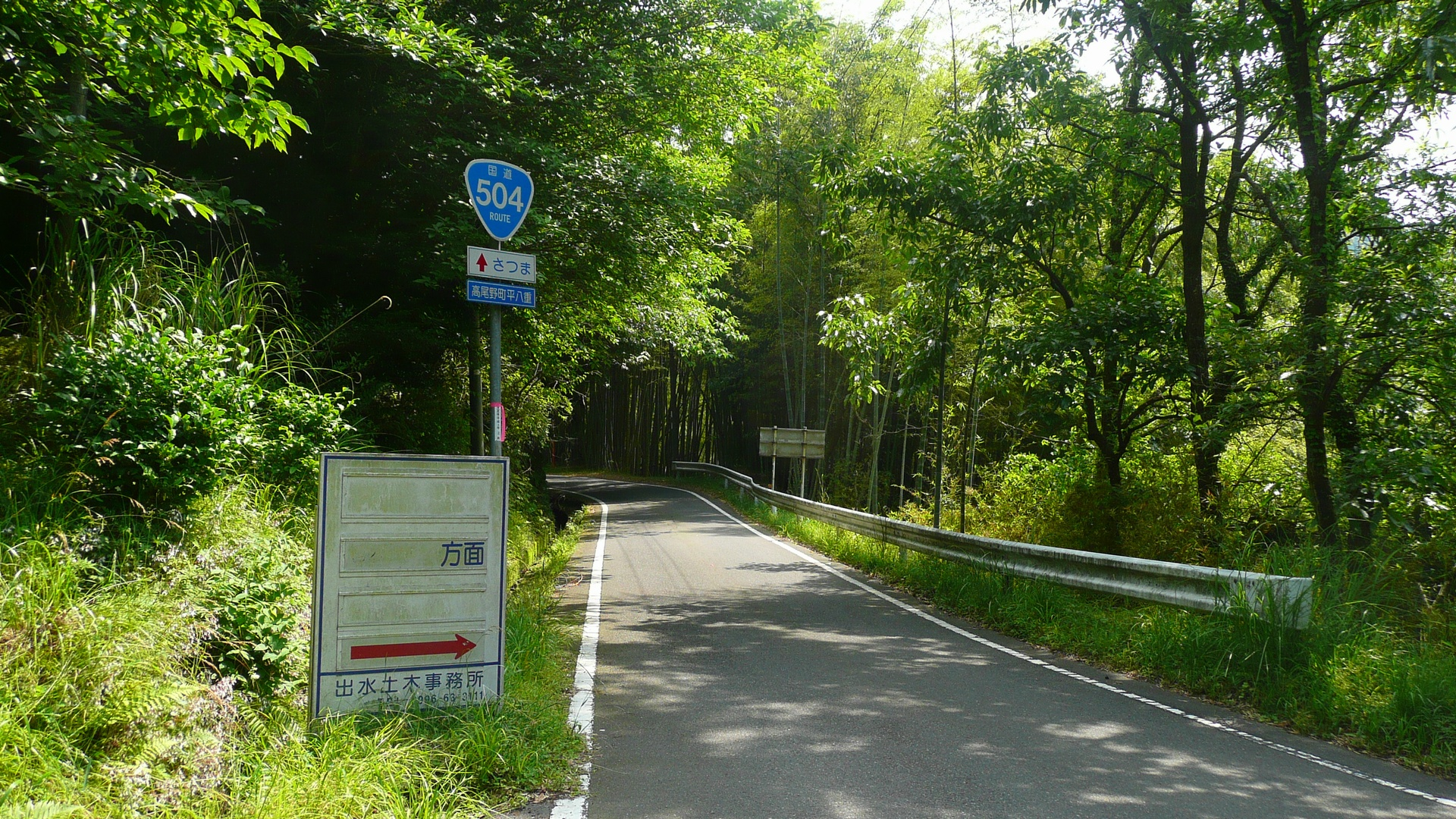
現道の国道504号（高尾野町柴引・平八重地区）

北薩トンネルは鹿児島県の阿久根市からさつま町を経由し、霧島市に所在する鹿児島空港に至る地域高規格道路・北薩横断道路（国道504号のバイパス）にあり、薩摩郡さつま町と出水市の境界に位置する出水山地に属する紫尾山（しびさん、標高1,067 m）を貫くトンネルである。片側一車線の暫定二車線となっており、自動車専用道路として供用中。北薩トンネルの区間の国道504号は指定区間外のため、鹿児島県が管理する。
北薩トンネルの開通により、きららICから高尾野ICまでの区間の所要時間が狭隘である従来の国道504号の堀切峠経由ルートの25分に比べ、北薩トンネル経由では9分となり、冬季に発生する堀切峠の積雪による交通規制も回避可能となる。

### トンネル全長の記録
北薩トンネルの開通までは奄美大島にある国道58号の網野子トンネル（4,243m）が鹿児島県の道路トンネルとしては最長であったが、網野子トンネルの延長を607m上回り、北薩トンネルが鹿児島県内で最長の道路トンネルとなった。
2023年現在供用中の日本国内の道路トンネルとしては28番目の延長となっており、九州地方において無料で通行することができる道路トンネルとしては東九州自動車道の猪八重トンネル（4,858m）に次いで2番目である。高速自動車国道・有料道路を含めても九州自動車道の肥後トンネル（6,340m）、加久藤トンネル（6,260m）、東九州自動車道の猪八重トンネル（4,858m）に次いで4番目の延長を有する。
また、道路用に限らない鹿児島県最長のトンネルは北薩トンネルの出水側坑口の近隣に坑口がある九州新幹線第三紫尾山トンネル（9,987m）である。

## 沿革

### 着工までの経緯
北薩トンネルに並行する国道504号の現道部は堀切峠と呼ばれ、峠の標高は650 mである。第二次世界大戦前までは「辛うじて馬が引ける程度」の峠道であったが、1950年（昭和25年）になり本格的な拡幅工事が行われた。しかし、堀切峠の区間は大型車のすれ違いが困難であり、幅員狭小、線形不良箇所が現在でも多く存在する。
1993年（平成5年）になり、それまで県道高尾野宮之城線であった堀切峠は、国道504号（鹿屋市 - 出水郡野田町）の一部となった。1994年（平成6年）12月16日発表の第11次道路整備五箇年計画により、地域高規格道路（計画路線）として北薩横断道路（出水郡野田町 - 姶良郡溝辺町）が、国道504号のバイパス道路として建設されることが決定した。2004年（平成16年）には北薩横断道路のうち、北薩トンネルを含む泊野道路（薩摩郡宮之城町大字泊野 - 出水郡高尾野町大字柴引）の区間が事業化され、翌年の2005年（平成17年）に事業着手となった。
事業主体である鹿児島県によると、泊野道路の事業効果として、並行する国道504号が狭隘であることから、現道の幅員狭小区間の解消による道路の信頼性、安全性の向上及び、鹿児島空港や北薩広域公園へのアクセス向上が挙げられている。
2007年（平成19年）2月に北薩トンネルのうち出水市側の区域にあたる出水工区の入札を執行したが、応札価格が予定価格の半分以下となったため保留となった。その後、最低札の共同企業体（JV）の構成員が防衛施設庁談合事件に関与していたことが判明した。これにより、鹿児島県は当該業者を指名停止処分とし、入札自体が無効となった。その後2年間前述事件の対応等により次の入札まで2年間の遅延が発生した。
2度目となる入札が行われた結果、さつま町側の区域にあたるさつま工区（2,240 m）は熊谷・丸福・森・丸久特定建設工事共同企業体（JV）、出水市側の区域にあたる出水工区（2,610 m）は熊谷・西武・渡辺・鎌田特定建設工事共同企業体（JV）が建設を実施することに決定した。

### 着工・大量湧水の発生
北薩トンネルは出水市側の出水工区から2009年（平成21年）3月16日に着工し、さつま町側にあたるさつま工区は同年12月21日に着工した。両工区ともに新オーストリアトンネル工法（NATM）及び発破掘削工法により掘削が行われた。
北薩トンネルが貫通する出水山地の紫尾山は概ね出水市側に花崗岩、さつま町側に四万十層群が分布している構造となっている。出水側坑口から掘削を始め1,800 m - 1,900 mに到達後、花崗岩と四万十層群の境界附近において大規模な湧水が発生した。出水は300トン毎時に達し、出水工区全体では1,200トン毎時の大量湧水が発生した。これらの湧水からは高濃度のヒ素が検出され、湧水を河川に排出する際の基準を満たすための恒久的な対策として、湧水量を減少させる必要が発生した。

### 貫通と貫通後の減水対策工、開通
2013年（平成25年）3月24日に貫通式が挙行され貫通した。鹿児島県はトンネルの貫通後に別途減水対策工を発注し、2016年（平成28年）10月31日までに減水対策工事が完了した。
減水対策工事は、ダムの建設などで主に用いられる「グラウチング工法」により施工された。グラウチング工法を掘削後に地山改良に用いた施工例は少なく、試験施工を重ねた結果、日鉄住金セメントが開発した極超微粒子セメントを注入することとなった。グラウチング工法による減水後に発生する湧水に対してのヒ素の除去対策のため、接触酸化・共沈処理法によるヒ素除去装置が出水側坑口に設置された。
北薩トンネルで初めて採用されたグラウチング工法を用いた減水対策工は「RPG（RING-POST-GROUTING）工法」と命名され、土木学会の2018年度土木学会賞技術賞を鹿児島県土木部道路建設課・熊谷・西武・渡辺・鎌田特定建設工事共同企業体・熊谷・渡辺特定工事建設事業体が受賞し、2021年には『山岳トンネルの大量湧水を減水する「RPG（Ring-Post-Grouting）工法」の開発』として日本建築業連合会の日建連土木賞を受賞した。
開通前には北薩トンネルウォーキング大会として2018年（平成30年）3月18日にウォーキングイベントが行われ、貫通から約5年後となる2018年（平成30年）3月25日にきららインターチェンジから中屋敷インターチェンジまでの区間が開通したのに伴い、供用を開始した。

### トンネルの一部崩落
2024年（令和6年）7月25日に50メートルの範囲で地下からの湧水に起因する最大40センチメートルの隆起が確認され、27日には壁面の剥がれや土砂流出によるトンネルの崩落が確認された。これにより北薩トンネルの区間を含む高尾野ICからさつま泊野ICまでの区間が全面通行止となった。
崩落箇所は出水側坑口から1.8キロメートルから1.9キロメートルの位置にあり27日時点で長さ6～7メートルの範囲が土砂に埋まったと報道されている。7月30日には国土交通省などの専門家が現地調査を実施し「水圧などの外力が加わりトンネルが変状して崩落した可能性」を指摘した。崩落現場である出水側坑口から1.9キロメートル地点は前述の通り掘削工事時に大量湧水が発生した地点であり、四万十層群と花崗岩の地層の境目となっている。
道路管理者である鹿児島県道路維持課によれば復旧に数年程かかる可能性があるとされている。2025年（令和7年）3月17日には国による見積もりによれば復旧にかかる費用が60億円となっており、公共土木施設災害復旧事業費国庫負担法（昭和26年法律第97号）に基づく公共土木施設災害復旧事業として復旧工事が行われることとなったと公表した。本格的な復旧工事の着手は2026年（令和8年）以降としている。
また、この崩落の影響として同様の湧水対策の工法を用いて施工中であるリニア中央新幹線の日吉トンネル（岐阜県瑞浪市）では、事業主体の東海旅客鉄道が工法の見直しを含めて再検討を行なうと発表した。

## 隣
北薩横断道路（国道504号）
きららIC - 北薩トンネル - 中屋敷IC